# 東医宝鑑
東医宝鑑（とういほうかん、朝鮮語: 동의보감 / 東醫寶鑑〈ドンウィボガム〉）は、李氏朝鮮時代の医書。23編25巻。許浚著。1613年に刊行され、朝鮮第一の医書として評価が高く、中国・日本を含めて広く流布した。（東アジアでは漢文が公文書に用いられたため、教養人は漢文の素養を持っており、書籍は翻訳の必要がなく交流が盛んであった。）
初版本は光海君の1613年に発行され、重版が重ねられている。日本では江戸時代初の官版医書として、徳川吉宗の命で享保9年（1724年）に日本版が刊行されており、寛政11年（1799年）にも再版本が刊行されている。中国においては清代の乾隆28年（1763年）に乾隆版本が刊行されており、日本から版木が輸出され光緒16年（1890年）に日本再版本を元とした復刻本が出ている。
2009年、ユネスコが主催する世界記録遺産にも登録された。

## 編纂の背景
中宗時代より明の李朱医学が取り入れられ、従来の朝鮮医学は忘れ去られており、薬までも全て中国に依存する状況にあったが、明医学では朝鮮半島固有の環境・病理に適さない部分があったため、これらの明医学を基礎とし、従来の朝鮮医学との統合作業の必要に迫られていた。また、日本や後金（清）の侵入が度重なり、明薬の輸入が困難になったため、忘れ去られていた朝鮮独特の薬である郷薬の復活が必須になっていた。
1596年、宣祖の王命により、内医院に編纂局を置き、許浚・楊礼寿・李命源・鄭碏・金応鐸・鄭礼男らが朝鮮独自の医学に基づく医学書の作成に乗り出したが、翌年の1597年、丁酉再乱（慶長の役）の勃発により編纂作業は中断された。しかし、許浚が自身の一生をかけた仕事として著述に臨み、14年の歳月を経て、1610年に完成した。1613年、『東医宝鑑』という名で刊行された。
印刷と発行は李希憲、尹知微等この監校官に任命、監督した。

## 内容
明の李朱医学を基礎とし、朝鮮独自の医学を存分に織り込んでいる。また道教の影響を色濃く受けている。これは、許浚の思想の影響が強いと言われている。また理論より実用性を重んじている所が、以前の医書と異なる面である。
参考にしたとされる本としては、明の李梴による『医学入門』、元の朱震享の著を元に明の程充が編纂した『丹渓心法』、明の虞摶撰の『医学正伝』、明の龔信原（龔は龍の下に共）の『古今医監』、その息子、廷賢の『万病回春』、元の危亦林編の『得效方』、宋代の『聖済総録』、宋の楊士瀛の『直指法』、宋の王惟一の『銅人経』、明代（著者不明）の『東垣十書』、宋代の『証類本草』、朝鮮の世宗期に編纂された書物『郷薬集成方』、明宗期の楊礼寿の『医林撮要』などが挙げられる。世宗期には朝鮮医学の書として『郷薬集成方』の他に『医方類聚』が編纂されているが、この時期にはほとんど散逸しており参考にした形跡は見られない。
全編は、全25巻で構成されており、序2巻、内景篇4巻、外形篇4巻、難病編11巻、湯液編3巻、鍼灸編1巻で構成されている。
序　目録（上下2巻）
内景篇（全4巻）　内科に関するもの
- 巻1 身形、精、気、神
- 巻2 血、夢、声音、言語、津液、痰飲
- 巻3 五臓六腑、肝臓、心臓、脾臓、肺臓、腎臓、胆腑、胃腑、小腸腑、大腸腑、膀胱腑、三焦腑、胞、蟲
- 巻4 小便、大便

外形篇（全4巻）外科に関するもの
- 巻1 頭、面、眼
- 巻2 耳、鼻、口舌、歯牙、咽喉、頸項、背
- 巻3 胸、乳、腹、臍、腰、脇、皮、肉、筋、骨
- 巻4 手、足、毛髪、前陰、後陰

難病編（全11巻）その他、疫病、婦人科、小児科に関するもの
- 巻1 天地運気、審病、弁証、診脈、用薬、吐、汗、下
- 巻2 風、寒（上）
- 巻3 寒（下）、暑、湿、燥、火
- 巻4 内傷、虚労
- 巻5 霍乱、嘔吐、咳嗽（がいそう＝せき）
- 巻6 積聚（せきしゅう＝胃けいれん）、浮腫、脹満（腹が膨れる病気）、消渇、黄疸
- 巻7 瘧疾、瘟疫（急性の流行病）、邪祟、癰疽（ようそ＝悪性の腫れ物）（上）
- 巻8 癰疽（下）、諸瘡
- 巻9 諸傷、解毒、救急、怪疾、雑方
- 巻10 婦人
- 巻11 小児

湯液編（全3巻）　薬物に関するもの
- 巻1 湯液序例、水部、土部、穀部、人部、禽部、獣部
- 巻2 魚部、蟲部、果部、菜部、草部（上）
- 巻3 草部（下）、木部、玉部、石部、金部

鍼灸編（全1巻）
- 巻1 鍼灸

各病名の下に基本学理から臨床にいたるまで実証主義にもとづいて一貫性をもった記述がなされ、朝鮮の実情にあった実用的な医学書であり、朝鮮医学を集大成した本と言える。ただし、鍼灸については統合するに留まり、朝鮮鍼灸の発展は、仁祖期の許任の『鍼灸経験方』の登場を待つことになる。

## 書籍情報
- 許浚 (他) 編『国立国会図書館デジタルコレクション 訂正東醫寶鑑』 全25、栂井藤兵衛、1724年。